# Arsakidi (Iran)
Arsakidi so bili iranska vladarska dinastija partskega porekla. 
Dinastijo je leta 250 pr. n. št. utemeljil Arsak I.. Na prestolu se je obdržala do leta 224, ko so njeno mesto zasedli Sasanidi. Zadnji Arsakid, ki je vladal v Partskem cesarstvu, je bil Artaban V., katerega je premagal Sasanid  Ardašir I., sin Papaka (Pabhaga ali Babeka).
Armenska veja Arsakidov je vladala v Armeniji vse do leta 428.

## Sklic
1. ↑  J. Olson (1994.), An Ethnohistorical Dictionary of the Russian and Soviet Empires, Greenwood Press.

## Vira
- Les Parthes, l'histoire d'un empire méconnu, rival de Rome, Les Dossiers d'archéologie  271, marec 2002.
- A. Verstandig, Histoire de l'Empire parthe (-250-227), Le Cri Histoire édition, Bruselj, 2001, ISBN 2-87106-279-X.